# Vuelo 255 de Northwest Airlines
El vuelo 255 de Northwest Airlines del 16 de agosto de 1987 entre el Aeropuerto Internacional MBS de Saginaw, Míchigan, Estados Unidos de América y el Aeropuerto John Wayne de Santa Ana, California, con escalas en el Aeropuerto Metropolitano Detroit-Wayne County en Romulus, Míchigan y el Aeropuerto Internacional Sky Harbor en Phoenix, Arizona, un McDonnell Douglas MD-82 con matrícula N312RC, se estrelló tras despegar de Detroit, a las 20:46 hora local (EDT), muriendo toda la tripulación y todos los pasajeros salvo una niña de 4 años, Cecelia Cichan, que sufrió heridas graves.
En ese momento, fue el segundo accidente aéreo más mortífero en Estados Unidos y el segundo más mortal que implica al McDonnell Douglas MD-80. En la actualidad sigue siendo el cuarto más mortífero en ambas categorías y el segundo peor accidente aéreo en dejar único sobreviviente en la historia de la aviación.
Fue el desastre aéreo más grave de 1987.

## Aeronave y tripulación

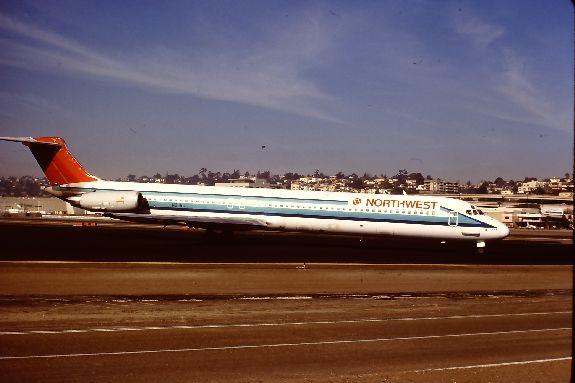
Avión similar al accidentado.

El avión era un McDonnell Douglas MD-82 de 5 años y 8 meses, con matrícula N312RC pilotado por el Capitán John R. Maus, de 57 años, y el Primer Oficial David J. Dodds, de 35 años. El vuelo 225 de Northwest llevaba 149 pasajeros y 6 tripulantes. El avión fue fabricado en 1981 y entró en servicio con Republic Airlines.
El avión fue adquirido por Northwest Airlines como resultado de la fusión con Republic Airlines, y el avión todavía estaba usando la librea de colores Republic / Northwest (todo el avión pintado con los colores de Republic, pero con el título "Northwest" en la parte delantera del fuselaje) en el momento del accidente.

## Accidente
El vuelo 255 hizo su carrera de despegue en la pista 3C de Detroit, aproximadamente a las 20:45 EDT con el capitán Maus en los controles. El avión despegó de la pista a 170 nudos (195 mph, 315 km/h), y pronto comenzó a girar de lado a lado a la altura de poco menos de 50 pies (15 m) por encima del suelo. El MD-82 se inclinó 40 grados a la izquierda cuando chocó con un poste de luz cerca del final de la pista, la ruptura a 18 pies (5,5 m) de su ala izquierda incendió el combustible almacenado en el ala. A continuación, giró 90 grados a la derecha, y el ala derecho atravesó el techo de un edificio de alquiler de coches Avis. 
El avión, ya sin control, se estrelló invertido en la carretera Middlebelt y golpeó vehículos justo al norte de la intersección de Wick Road. El avión se rompió, el fuselaje se deslizó por la carretera, y luego se desintegró y estalló en llamas al chocar contra un puente de ferrocarril y el puente de la carretera Interestatal 94 en dirección este.

## Víctimas
La única superviviente fue la niña de cuatro años Cecelia Cichan de Tempe, Arizona. Su madre, Paula Cichan, murió en el accidente, junto con su padre, Michael, y su hermano de 6 años, David. Después del accidente, Cecelia vivió con familiares en Birmingham, Alabama, quienes la protegieron de la atención pública. En 2006 Cecelia se graduó en Psicología por la Universidad de Alabama de Tuscaloosa, Alabama.
Uno de los pasajeros fallecidos fue Nick Vanos, pívot del equipo de baloncesto Phoenix Suns. También murieron dos motoristas que circulaban por la Middlebelt Road. Otras cinco personas resultaron heridas en tierra, una de ellas de gravedad. Las víctimas mortales fueron trasladadas a un hangar del aeropuerto, que funcionó como un depósito de cadáveres provisional.
Más de treinta pasajeros del vuelo 255 a bordo eran menores de 25. El más joven tenía 4 meses de edad, Katelyn Best, de Mesa, Arizona. Dos de 12 años de edad que volaban por sí solos también murieron en el accidente. Arlene Nelson era de Detroit y Justin Keener de Scottsdale, Arizona.
De las 154 personas en el vuelo 255, 110 eran de Arizona. La mayoría eran residentes de Phoenix y sus alrededores. 18 personas en el avión eran residentes de Míchigan.

## Causas
El NTSB determinó que la causa probable del accidente fue un fallo de la tripulación, al no comprobar que los flaps y los slats no estaban desplegados para el despegue. Contribuyó al accidente la falta de energía eléctrica del sistema de aviso de despegue del avión, que no alertó a la tripulación de que el avión no se encontraba configurado correctamente para el despegue. La causa de la falta de energía eléctrica no pudo ser determinada.
Las grabaciones de la caja negra proporcionaron la prueba respecto a la omisión, por parte de la tripulación, de la lista de comprobación previa al despegue. Usando las grabaciones los investigadores determinaron que nunca sonó el sistema de alerta de configuración inadecuada para el despegue (TOWS). Sin embargo, tras el despeque, sí que sonó la alerta anunciando la condición de pérdida aerodinámica (stall warning).
Existía un fallo eléctrico debido a un disyuntor que había saltado, pero las pruebas tras el accidente no pusieron de manifiesto un mal funcionamiento de este disyuntor.

## En memoria
En memoria de las víctimas, un monumento de granito negro, que fue erigida en 1994 - siete años después del evento - se sitúa en la cima de la colina, rodeado de abetos azules en Middlebelt Road y la Interestatal 94, el sitio del accidente. El monumento tiene una paloma con una cinta en el pico que dice "Su espíritu sigue vivo..." y por debajo de él están los nombres de los que perecieron en el accidente.
Un monumento a las víctimas del accidente, muchos de los cuales eran de la zona de Phoenix, se encuentra junto a Phoenix City Hall en el centro de Phoenix. 
El 16 de agosto de 2007, en el vigésimo aniversario de la caída, se llevó a cabo un servicio conmemorativo en el lugar del accidente de Detroit. Para algunas de las personas afectadas por el incidente, que fue la primera vez que habían regresado al lugar desde el accidente.
Después de la caída en 1987, Northwest siguió el procedimiento estándar y ya no usa 255 como número de vuelo. Northwest fue adquirida por Delta a principios de 2010, el último vuelo sin escalas desde Detroit a Phoenix corresponde con el vuelo 261. A partir de 2013 no hay un vuelo Delta 255.
El 16 de agosto de 2012, el 25 aniversario de la caída, se llevó a cabo un servicio conmemorativo en el lugar del accidente. Familiares y amigos de las víctimas y muchas personas de toda el área metropolitana de Detroit, incluyendo los medios de comunicación locales asistieron y un sacerdote local leyó cada nombre en voz alta. Muchos asistieron después de que medios locales revelaron imágenes recientes de Cecelia Cichan, la única sobreviviente del accidente, que nadie, a excepción de unos pocos, conocían el paradero o cómo estaba después de la tragedia.

## Dramatización
Un episodio del programa Mayday: catástrofes aéreas titulado «Caos en la cabina» investiga este accidente. El episodio muestra los acontecimientos del accidente, así como la investigación, e incluye entrevistas con los trabajadores de rescate del vuelo 255, los investigadores y pilotos de MD-80. Cecelia Cichan aparece en un documental de 2013 llamado Sole Survivor que cuenta la historia de cuatro sobrevivientes de accidentes aéreos. Cecelia no habló públicamente sobre el accidente hasta el año 2013 cuando se estrenó el documental. Ella tiene un tatuaje de un avión en su muñeca en memoria y dice que no tiene miedo de volar.